# Nacissela Maurício
Nacissela Cristina de Oliveira Maurício (ur. 2 czerwca 1980 w Luandzie) – angolska koszykarka występująca na pozycji silnego skrzydłowej, reprezentantka kraju, olimpijka, multimedalistka mistrzostw Afryki.
Podczas mistrzostw Afryki w 2011 została wybrana najlepszą zawodniczką turnieju. Kapitan drużyny narodowej, podczas Letnich Igrzysk Olimpijskich 2012 w Londynie. Podczas tej imprezy rozegrała 5 meczów w których zdobyła 11 punktów.

## Osiągnięcia
Na podstawie, o ile nie zaznaczono inaczej.

### Drużynowe
- Klubowa mistrzyni Pucharu Mistrzyń Afryki (2015)
- Klubowa wicemistrzyni Pucharu Mistrzyń Afryki (2007, 2008, 2013, 2014)
- Mistrzyni Angoli (1999, 2008, 2012, 2014, 2015)
- Wicemistrzyni Angoli (2009–2011, 2013, 2016)
- Zdobywczyni:
  - pucharu Angoli (2008, 2009, 2014, 2015)
  - superpucharu Angoli (2008–2011, 2013, 2014)
- Finalistka pucharu Angoli (2010, 2012, 2013, 2016)

### Indywidualne
- MVP ligi angolskiej (2008)

### Reprezentacja
- Mistrzyni Afryki (2011, 2013)
- Brązowa medalistka mistrzostw Afryki (2007, 2009)
- Uczestniczka:
  - igrzysk olimpijskich (2008 – 12. miejsce)
  - mistrzostw:
    - świata (2014 – 16. miejsce)
    - Afryki (2007, 2009, 2011, 2013, 2015 – 4. miejsce)

  - kwalifikacji olimpijskich (2008)
- MVP mistrzostw Afryki (2011, 2013)
- Zaliczona do I składu mistrzostw Afryki (2009, 2011, 2013)